# Lestremiini
Lestremiini — триба двокрилих комах родини галиць (Cecidomyiidae). Личинки деяких видів паразитують на грибах.

## Класифікація
Триба містить 8 родів:
- Allarete
- Anarete
- Anaretella
- Conarete
- Gongromastix
- Lestremia
- Pararete
- Wasmanniella